# Port Arthur (Tasmanien)
Port Arthur ist ein ehemaliges Gefängnis in der Sträflingskolonie Australien im australischen Bundesstaat Tasmanien und heute eine der bedeutendsten Touristenattraktionen der Insel. Angrenzend befindet sich der Ort Port Arthur mit etwa 250 Einwohnern. Bekannt ist Port Arthur unter anderem durch den Roman Lebenslänglich von Marcus Clarke sowie das Massaker von Port Arthur, bei dem im Jahr 1996 35 Menschen getötet wurden.
Seit August 2010 ist Port Arthur in die Liste des UNESCO-Welterbes aufgenommen.

## Geografie
Port Arthur liegt auf der Halbinsel Tasman Peninsula, etwa 60 km südöstlich der Hauptstadt Hobart (mit dem Auto etwa 120 km). Die Halbinsel ist mit dem Festland über die nur 400 m lange und an der schmalste Stelle etwa 30 m breite Landbrücke Eaglehawk Neck verbunden.

## Geschichte

### Größte Sträflingskolonie Australiens

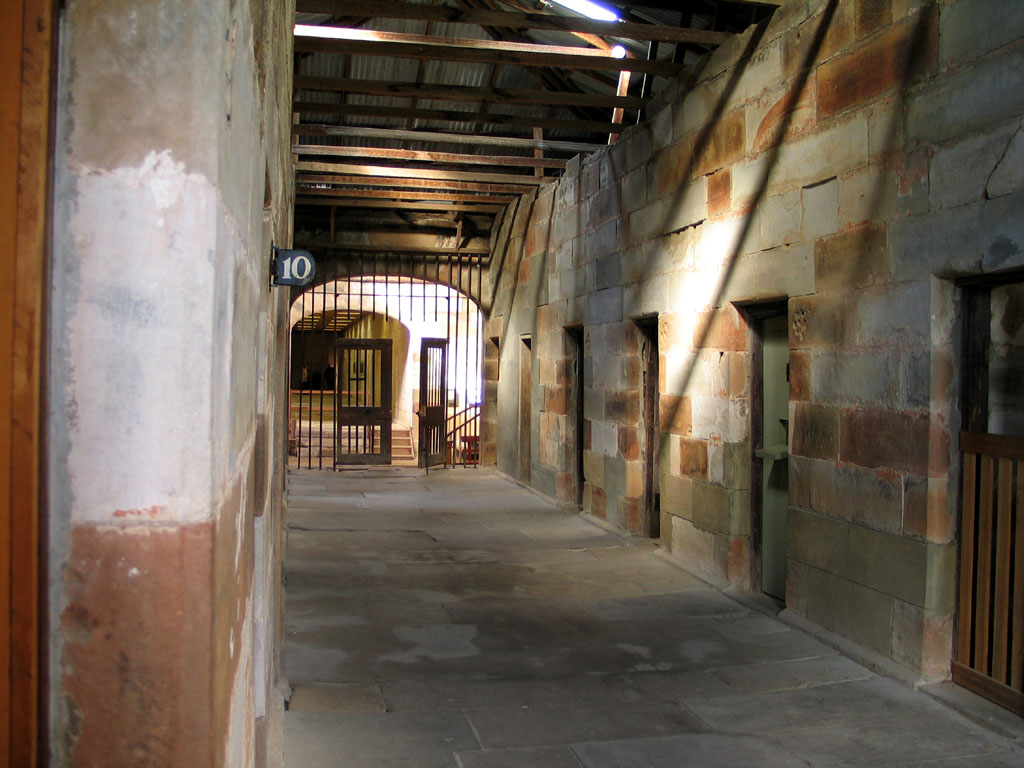
Modell Prison, Port Arthur

Ursprünglich befand sich an der Stelle von Port Arthur seit 1830 eine Holzfällersiedlung. Von 1833 bis in die 1850er Jahre war es der Ort, an den Großbritannien diejenigen Sträflinge mit den höchsten Strafen schickte. Außerdem wurden aufsässige Häftlinge anderer Gefängnisse hierher entsandt.
Port Arthur ist eines der besten Beispiele für ein Gefängnis nach dem Panoptikum-Modell, basierend auf dem Pentonville-Gefängnis in London. Hier zeigt sich der Übergang von einer physischen zur psychischen Bestrafung. Es hatte sich die Meinung entwickelt, dass die körperliche Bestrafung, die bisher in anderen Gefängnissen praktiziert wurde, die Sträflinge nur verhärte und keinesfalls in gewünschter Weise von ihrem Weg abbringe.
Dies führte in Port Arthur zum Bau des Modell Prison, in welchem ein System der stillen Strafe praktiziert wurde. Zu jeder Zeit hatte absolute Ruhe zu herrschen. Die Häftlinge mussten teilweise Kapuzen tragen. Sowohl Insassen als auch Wärtern war das Sprechen über das notwendige Maß hinaus verboten. Sogar beim obligatorischen Kirchbesuch wurden die Häftlinge einzeln in die Kapelle geführt, in der sich Kabinen befanden, die den Blick- und Körperkontakt mit anderen Insassen unterbanden. Die Ruhe sollte den Gefangenen die Möglichkeit geben, über ihre Taten nachzudenken und diese zu bereuen.
Obwohl die Unterbringung der Gefangenen und ihre Arbeitsbedingungen mit denen anderer Gefängnisse der Zeit vergleichbar und in vielerlei Hinsicht sogar schlimmer war, diente Port Arthur einige Zeit als Modell für die Reform des britischen Strafsystems.
Port Arthur war eines der sichersten Gefängnisse seiner Zeit. Hierfür sorgte nicht zuletzt die natürliche Lage der Halbinsel. Sie ist von der Tasmansee umschlossen und nur über eine sehr schmale Landbrücke mit dem Festland verbunden. Über die Breite dieser Landbrücke wurde ein Zaun gezogen. Außerdem wurden Hunde an Pflöcken angebunden, wodurch ein Entkommen der Häftlinge unmöglich gemacht werden sollte. Ein Kontakt zwischen der Besatzung ankommender Schiffe und den Insassen wurde unterbunden. Bei der Ankunft mussten die Schiffe außerdem ihre Segel und Ruder abgeben.
Vergleichbar mit dem viel späteren Alcatraz in San Francisco wurde den Häftlingen schon bei der Ankunft vermittelt, dass eine Flucht unmöglich sei. Einige Insassen wurden dadurch dennoch nicht von Fluchtversuchen abgehalten. Aufgrund der absurden Umstände ist der Fluchtversuch von Billy Hunt wahrscheinlich der berüchtigtste. Hunt verkleidete sich selbst als Känguru und versuchte die Flucht über Eaglehawk Neck. Die Verkleidung war so gut, dass die hungrigen Wachen versuchten das vermeintliche Känguru zu schießen, woraufhin sich Hunt ergab.
Obwohl das Gefängnis den Beginn eines neuen Zeitalters im Umgang mit Gefangenen markiert, waren die Bedingungen für die Insassen genauso rau und grausam wie an anderen Orten.
Teilweise wird auch die Ansicht vertreten, die psychologische Bestrafung der Gefangenen, verbunden mit der Gewissheit, dass eine Flucht unmöglich ist, war schlimmer als körperliche Bestrafung. Einige Sträflinge sollen getötet haben, um dem Leben in Port Arthur und sei es durch den eigenen Tod zu entkommen. Eine Beschreibung der Verhältnisse kann dem Roman Lebenslänglich von Marcus Clarke entnommen werden.
Auf der nahe gelegenen Toteninsel (Isle of the Dead) wurden sowohl Insassen als auch Personal begraben, wenn sie in Port Arthur starben. Nach den Aufzeichnungen gibt es dort 1646 Gräber, von denen jedoch nur die der 180 Gestorbenen des Personals einen Grabstein haben.
Die Verschiffung von Häftlingen nach Port Arthur endete in den 1850ern. Endgültig schloss das Gefängnis erst im Jahr 1877. Zeitweise waren mehr als tausend Gefangene in Port Arthur inhaftiert. Zwischen 1830 und 1853 waren hier 12.000 Häftlinge untergebracht. Viele Häftlinge wurden nach ihrer Entlassung Siedler. 1.800 Häftlinge starben in Haft.

### Jugendgefängnis

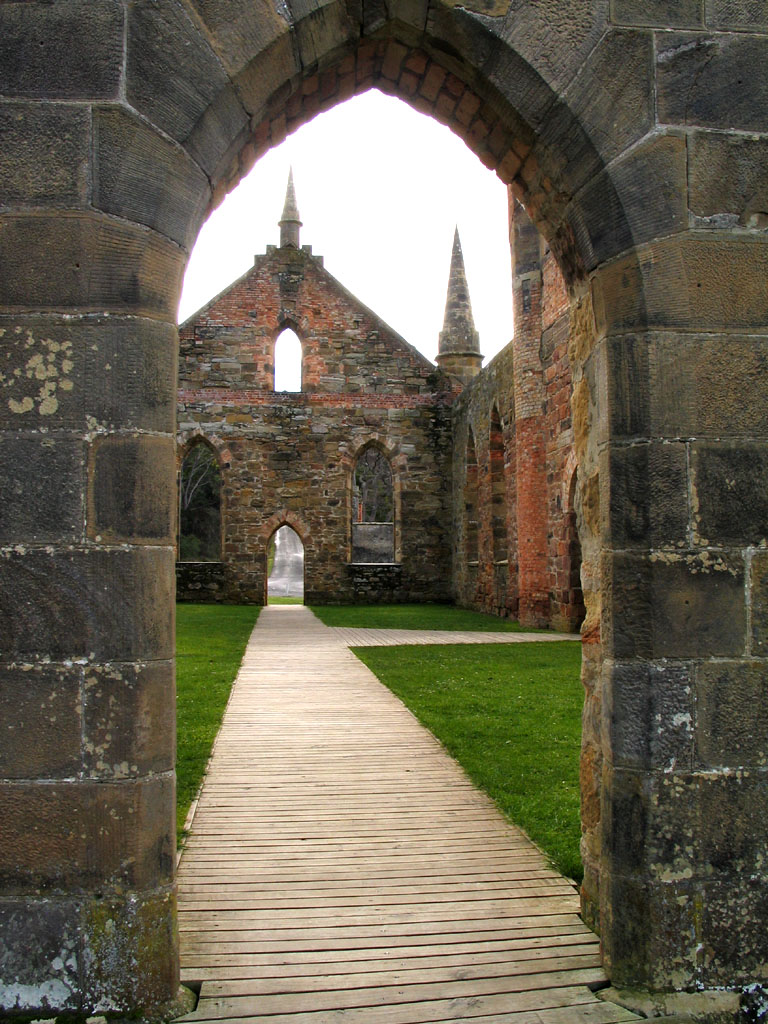
Kirchenruine in Port Arthur

Nach Port Arthur wurden auch viele Jugendliche, teilweise auch bis zu neunjährige Kinder, für Straftaten wie das Stehlen von Spielzeug entsandt.
Genau wie die erwachsenen Insassen mussten auch die Jugendlichen während ihres Aufenthalts in Port Arthur arbeiten. Dazu gehörten die Arbeit im Steinbruch oder die Errichtung von Gebäuden. Eines der erbauten Gebäude war die erste konfessionsübergreifende Kirche Australiens, die in gotischem Stil erbaut wurde und bei den Buschfeuern der Jahre 1895 und 1897 abbrannte.

## Entwicklung des Tourismus
Nach der Schließung des Gefängnisses wurde der Ort in Carnarvon umbenannt. In den 1880ern wurde der Grund und Boden im und um das Gefängnis verkauft und ein Ort entwickelte sich. Verheerende Buschbrände durchzogen in den Jahren 1895 und 1897 die Gegend und zerstörten neben der Kirche und dem alten Gefängnistrakt viele weitere Gebäude.
In der Folgezeit wurde ein neuer Ort mit eigener Post und anderen Einrichtungen errichtet.
Die ersten Anfänge des Tourismus gab es schon sehr bald nach der Schließung des Gefängnisses. Im Jahr 1916 wurde ein Gremium gebildet (Scenery Preservation Board), das das Management des ehemaligen Gefängnisses übernahm. Bis zum Jahr 1927 wuchs die Bedeutung des Tourismus als Einnahmequelle so stark an, dass der Name des Ortes wieder in Port Arthur geändert wurde. In den 1970ern übernahm der National Parks and Wildlife Service die Einrichtung.
Seit 1979 erhält die Einrichtung Gelder zur Erhaltung und Restaurierung des Geländes. Einige von den Insassen erbaute Sandsteingebäude, wie z. B. das Modell Prison, der Round Tower, die Kirche und die Überreste des Haupttraktes wurden vom Efeu befreit und entsprechend ihrem Aussehen im 19. Jahrhundert restauriert.
Im Jahr 1987 wurde das Management der Einrichtung von der Port Arthur Historic Site Management Authority übernommen und von der tasmanischen Regierung gefördert.

## Das Massaker von Port Arthur
Am 28. April 1996 tötete der damals 28-jährige Martin Bryant insgesamt 35 Menschen und verletzte weitere 19. Allein 20 Menschen starben innerhalb weniger Minuten im Café von Port Arthur, das während der Mittagszeit gut besucht war. Das Café wurde in der Folge abgerissen. An seinem Platz steht eine Gedenkstätte für die Anschlagsopfer. Die Ereignisse führten in Australien zu einer intensiven Diskussion und schließlich zu erhöhten Anforderungen für den Besitz automatischer Waffen.